# Francesco Vigilio
Francesco Vigilio (1446 – Mantova, 1534) è stato un umanista e letterato italiano.

## Biografia
Fu allievo alla Ca' Zoiosa dell'umanista Vittorino da Feltre.
Umanista con scuola a Mantova dal 1502, fu al servizio dei Gonzaga e precettore del futuro duca di Mantova Federico II Gonzaga. Allestì con i suoi allievi le recite di Plauto e di Terenzio. Insegnò grammatica e latino anche a Francesco II Gonzaga, figlio del marchese di Mantova Federico I Gonzaga.
Francesco Vigilio non va confuso con il letterato Francesco da Mantova.

## Opere
- Compendio delle cose occorse dopo la venuta in Italia di Luigi XII[4]
- Origini del teatro italiano[5]
- Opere storico-genealogiche sui Gonzaga